# 鄭瑜 (崇禎辛未進士)
參數所指定的目標頁面不存在，建議更正成存在頁面或直接建立下列一個頁面（建立前請先搜尋是否有合適的存在頁面可以取代）：
- 郑瑜

鄭瑜（？年—？年），號楚玉，广东广州府东莞县虎门白沙人。明末政治人物。

## 生平
崇祯三年（1630年）庚午科广东乡试舉人，四年（1631年）联捷辛未科进士，大理寺观政后，授绍兴府推官，六年考选，九年补任吉安府推官，不久调到广信府，署理府事。十一年升南京户部山西司主事，十二年升福建司郎中，十三年升南直隶太平府知府，迁上江漕儲道，又转任山东按察司副使，督催南直隶、江西、湖广军需，屡著功绩，后被提升为太仆寺少卿。告老还乡后，卒于家中，享年八十二岁，著有《焚馀稿》。